# Ondes de choc (mini-série, 2018)
Pour les articles homonymes, voir Ondes de choc, Onde de choc et Onde de choc (homonymie).
Ondes de choc est une série d'anthologie dramatique télévisée suisse, diffusée par la Radio Télévision Suisse en 2018. La série se compose de quatre films télévisés mettant en scène de véritables histoires de crime de l'histoire européenne.
Les épisodes sont présentés en première au Festival du film de Soleure en février 2018 et deux épisodes de la série, Journal de ma tête et Prénom : Mathieu, sont projetés en salles dans la section Panorama du 68e Festival international du film de Berlin avant leurs premières télévisées en juillet. Les quatre épisodes sont ensuite projetés au Festival international du film de Vancouver 2018.

## Épisodes
| № | # | Titre              | Réalisation        | Scénario                                              | Première diffusion | Code de prod. |
| --- | - | ------------------ | ------------------ | ----------------------------------------------------- | ------------------ | ------------- |
| 1 |   | Journal de ma tête | Ursula Meier       | Antoine Jaccoud, Ursula Meier                         | 13 juillet 2018    |               |
| Madame Fontanel (Fanny Ardant), enseignante, doit affronter les effets d'avoir été involontairement complice d'un meurtre commis par son élève Benjamin (Kacey Mottet Klein), lorsque celui-ci avoue le meurtre et ses motivations dans un devoir qu'il lui fait parvenir juste après avoir commis le crime. |   |                    |                    |                                                       |                    |               |
| 2 |   | Sirius             | Frédéric Mermoud   | François Decodts, Laurent Larivière, Frédéric Mermoud | 13 juillet 2018    |               |
| Basé sur les incendies de l'ordre du Temple solaire à Salvan (Suisse) en 1994, un culte se prépare pour un suicide rituel de masse. |   |                    |                    |                                                       |                    |               |
| 3 |   | Prénom : Mathieu   | Lionel Baier       | Lionel Baier                                          | 20 juillet 2018    |               |
| Basé sur le cas réel du tueur en série Michel Peiry, l'adolescent Mathieu (Maxime Gorbatchevsky) fait face à être le seul survivant d'un tueur en série après avoir été kidnappé et violé mais s'être échappé                                                                                                |   |                    |                    |                                                       |                    |               |
| 4 |   | La Vallée          | Jean-Stéphane Bron | Jean-Stéphane Bron, Alice Winocour                    | 20 juillet 2018    |               |
| Riyad (Ilies Kadri) tente de distancer la police dans une vallée, après une tentative ratée de vol de voiture. |   |                    |                    |                                                       |                    |               |

## Distribution

### Épisode 1:Journal de ma tête
- Fanny Ardant : Esther Fontanel
- Kacey Mottet Klein : Benjamin Feller
- Jean-Philippe Écoffey : Juge Mathieu
- Stéphanie Blanchoud : Maître Rayet
- Carlo Brandt : Franck Butler
- Jean-Quentin Châtelain : Pierre Feller

- « Journal de ma tête » (présentation de l'œuvre), sur l'Internet Movie Database

### Épisode 2:Sirius
- Dominique Reymond : Claude
- Carlo Brandt : Jorge
- Grégoire Didelot : Hugo
- Iannis Jaccoud : Alpha
- Marianne Basler : Christine
- Baptiste Coustenoble : Martial
- Camille Figuereo : Nathalie Ruben
- Christophe Sermet : Eric Ruben
- Damien Dorsaz : Maître Putman
- Diana Meierhans : une jeune adepte
- Marion Reymond : Jeune fille
- Nathalie Ishak : Adepte

- « Sirius » (présentation de l'œuvre), sur l'Internet Movie Database

### Épisode 3:La Vallée
- Ilies Kadri : Ryad
- Kamel Labroudi : Tarik
- Nadjim Belatreche : Zaïd
- Amadou Awana Soumare : Mike
- Anaïs Nussbaum : Sarah
- Cédric Imwinkelried : Chasseur Cédric
- Jean-François Michelet : Chasseur 1

- « La Vallée » (présentation de l'œuvre), sur l'Internet Movie Database

### Épisode 4:Prénom: Mathieu
- Maxime Gorbatchevsky : Mathieu
- Michel Vuillermoz : Jotterand
- Ursina Lardi : Edda
- Pierre-Isaïe Duc : Roland (comme Pierre-Isaie Duc)
- Mickael Ammann : Mica
- Adrien Barazzone : Milan
- Nastassja Tanner : Sarah

- « Prénom : Mathieu » (présentation de l'œuvre), sur l'Internet Movie Database